# Bandeira de Adjara

A bandeira de Adjara é composta por sete listas horizontais alternadas de azul e branco, ficando as listas azuis nas extremidades, e pela bandeira da Geórgia ao cantão. A listas azuis simbolizam o Mar Negro e as listas brancas simbolizam a pureza. A bandeira foi adoptada a 20 de Julho de 2004 pelo Conselho Supremo de Adjara.

## Bandeiras anteriores

Bandeira de Adjara (2000-2004)

Bandeira de Adjara na União Soviética

Entre Junho de 2000 e Julho de 2004, uma bandeira distinta foi usada pelo governo de Adjara. O fundo azul escuro representava o Mar Negro, e as sete estrelas de sete pontas representavam as duas cidades de Adjara; Batumi e Kobuleti e cinco distritos; Batumi, Kobuleti, Keda, Shuakhevi e Khulo.
Durante a União Soviética, a República Autónoma Soviética Socialista de Adjara (RASSA) teve bandeira própria entre 1921 e 1950, e de novo entre 1978 e 1991. Era composta por motivos semelhantes à relacionada República Socialista Soviética da Geórgia, mais as iniciais RASSA em Georgiano. 